# Adejeania tridens
Adejeania tridens là một loài ruồi trong họ Tachinidae.